# Quisqualis pierrei
Quisqualis pierrei là một loài thực vật có hoa trong họ Trâm bầu. Loài này được Gagnep. miêu tả khoa học đầu tiên năm 1916 publ. 1917.